# Planeren

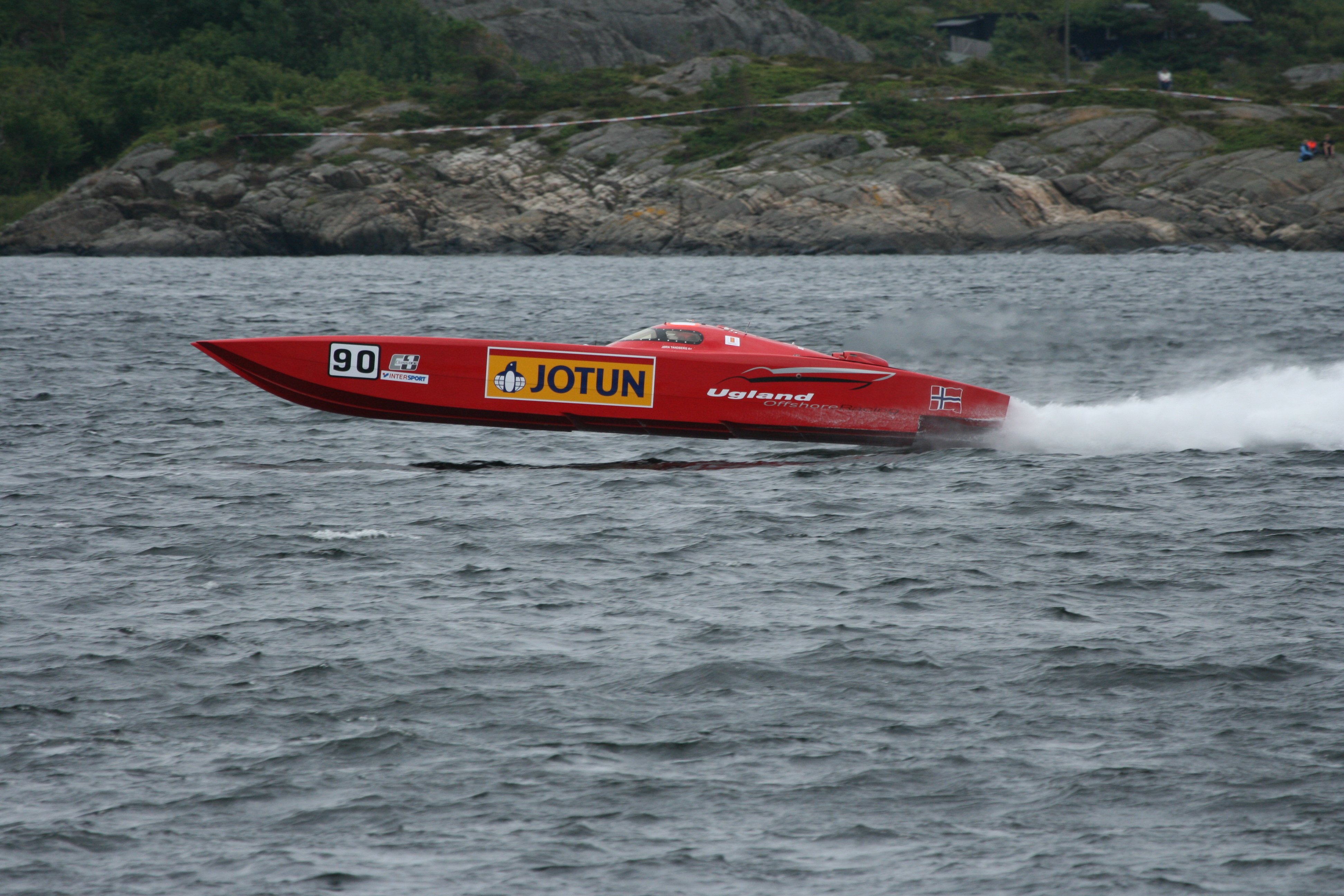
Een powerboat die zoveel planeert dat vrijwel de hele romp boven water komt

Van planeren is in de scheepvaart sprake als een boot vaart op de eigen boeggolf. Het is zo mogelijk sneller te varen dan de rompsnelheid. Hiervoor is relatief veel meer energie nodig dan varen met een snelheid onder deze grens. Om in plané te gaan is dus een krachtige motor of veel uit de wind geputte energie nodig. Ook het contactvlak met het tegemoet komende water is relevant, daarom wordt voor zeilschepen die bedoeld zijn om te planeren deze doorsnede zo klein mogelijk gehouden, dit zie je bijvoorbeeld bij een catamaran.
Een snelle wedstrijdzwemmer kan ook zo snel zwemmen dat hij sneller gaat dan de grenssnelheid.
Het woord planeren komt uit het Frans, en is in de betekenis van ‘zweven’ voor het eerst aangetroffen in 1929.